# Biće i ništavilo
„Biće i ništavilo“ (L'Être et le néant, 1943) je prvo djelo francuskog egzistencijaliste Žan-Pol Sartra. On tu razlikuje „bitak po sebi“/Pour soi i „bitak za sebe“/en-soi („biće po sebi“ i „biće za sebe“). Bitak po sebi je masivna materija, ona je vječna i ona sve u sebe uvlači. Bitak za sebe je svijest. Egzistencija čovjeka se stalno suprotstavlja bitku po sebi.
Sartr je smatrao da je čovjek slobodan i odgovoran, ali da je nemoćan u odnosu na svijet — sve je slučajno. Slučajnost je apsolutna, savršena, bezrazložnost.